# Muzeum Regionalne w Kościanie
Muzeum Regionalne im. dr. Henryka Florkowskiego w Kościanie – muzeum z siedzibą w Kościanie. Placówka jest miejską jednostką organizacyjną, a jego siedzibą jest budynek XV-wiecznego ratusza. 
Idea powstania muzeum w Kościanie sięga 1961 roku, kiedy to pierwsze działania w tym kierunku podjęło Towarzystwo Miłośników Ziemi Kościańskiej. Realnych kształtów zamysł ten nabrał jednak dopiero w 1976 roku, kiedy to władze miejskie wygospodarowały na ten cel pomieszczenie przy Rynku 17, w którym Towarzystwo zorganizowało jedną wystawę. Wskutek reformy administracyjnej w 1975 roku i likwidacji powiatów, władze Kościana przeniosły swą siedzibę do budynku dotychczasowego urzędu powiatowego, co otwarło drogę do urządzenia ekspozycji w pomieszczeniach ratusza. Rozpoczęto prace remontowe, natomiast w kwietniu 1981 roku Rada Miejska Kościana podjęła formalną uchwałę o powołaniu muzeum. Działalność wystawienniczą placówka rozpoczęła w kwietniu 1982 roku
Aktualnie w muzeum prezentowane są następujące wystawy stałe:
- "Archeologia Ziemi Kościańskiej", ukazująca pradzieje tych terenów, począwszy od epoki kamienia po średniowiecze. Wśród eksponatów znajduje się m.in. rekonstrukcja ciałopalnego grobu popielnicowego z okresu kultury łużyckiej,
- "Dr Henryk Florkowski – lekarz, społecznik, regionalista" - ekspozycja poświęcona patronowi muzeum,
- "Pieniądz na ziemiach polskich od X do XX wieku (Gabinet Numizmatyczny)" - wystawa zawierająca ponad 650 numizmatów (monety, banknoty, pieniądze zastępcze), będących w obiegu na terenie Polski w ostatnim tysiącleciu,
- "Kościaniacy na frontach wojen światowych", obejmująca okres od I wojny światowej przez powstanie wielkopolskie po II wojnę światową. W ramach wystawy prezentowane są militaria, dokumenty, zdjęcia oraz inne pamiątki,
- "Tradycje Kurkowych Bractw Strzeleckich", ukazująca tradycje Bractw Strzeleckich Kościana, Krzywinia, Czempinia i Śmigla,
- "Królewskie miasto Kościan" - diorama ukazująca miasto z początku XVII wieku.

Muzeum jest obiektem całorocznym, czynnym codziennie z wyjątkiem poniedziałków. Wstęp jest wolny.